# Südliche Hochrhön
Die Südliche Hochrhön, nach dem Umweltatlas Hessen auch Südliche Hohe Rhön genannt, ist ein Naturraum 5. Ordnung, der zusammen mit der Zentralen Rhön die Hohe Rhön bildet. In diesem Gebiet finden sich mehrere über 900 Meter hohe Berge, darunter die Dammersfeldkuppe (927,9 m), der Kreuzberg (927,8 m) und der Eierhauckberg (909,9 m).

## Naturräumliche Gliederung
Die Bezeichnung Südliche Hochrhön wurde 1968 im Rahmen der naturräumlichen Gliederung 1 : 200.000 (Blatt 140 Schweinfurt) als Naturraum definiert und wie folgt zugeordnet und gegliedert:
- (zu 35 Osthessisches Bergland)
  - (zu 354 Hohe Rhön)
    -  354.0 Südliche Hochrhön
      - 354.00 Dammersfeldrücken (im Norden und Westen des Gebietes)
      - 354.01 Schwarze Berge (Im Süden des Gebietes)
      - 354.02 Kreuzberg-Gruppe (Im Osten des Gebietes)

Der bayerische Teil der Südlichen Hochrhön nimmt etwa 148,67 km² ein, der Dammersfeldrücken weitere 12,3 km² in Hessen.

Blick über die Höhenzüge der Südlichen Hochrhön vom Himmeldunkberg (links Kreuzberg und Arnsberg, in der Mitte die Schwarzen Berge und rechts die Dammersfeldkuppe)

## Abgrenzung
Im Osten grenzt die Östliche Südrhön an, im Südosten die Hammelburger Südrhön, die beide als Teil der Südrhön und der Großregion (3. Ordnung) Odenwald, Spessart und Südrhön bereits zum Südwestdeutschen Stufenland (2. Ordnung) gerechnet werden.
Im Westen befinden sich Gebiete der Westlichen und östlichen Kuppenrhön, die der Vorder- und Kuppenrhön zugeordnet ist. Im Norden befindet sich die Zentrale Rhön, ebenfalls der Hohen Rhön zugeordnet. Gemeinsam mit der Vorder- und Kuppenrhön gehört die Hohe Rhön zur zum Osthessischen Bergland.

## Naturraum
Vom Heidelstein aus gehen nach Süden und Südwesten zwei Bergrücken ab, die durch die Sinn getrennt werden. Der südwestliche ist der Dammersfeldrücken, der eine in sich geschlossene und überwiegend aus Basalt bestehende Einheit bildet. Der nach Süden abgehende teilt sich in die nördlichere Kreuzberg-Gruppe und die südlicheren Schwarzen Berge.